# Pleurona
Pleurona is een geslacht van vlinders van de familie spinneruilen (Erebidae), uit de onderfamilie Calpinae.

## Soorten
- P. falcata Walker, 1866
- P. ochrolutea Hulstaert, 1924
- P. rudis Walker
- P. sirenia Viette, 1956